# Paul Heinrich von Groth
Pour les articles homonymes, voir Groth.
Paul Heinrich von Groth (23 juin 1843 - 2 décembre 1927) est un minéralogiste allemand.

## Biographie

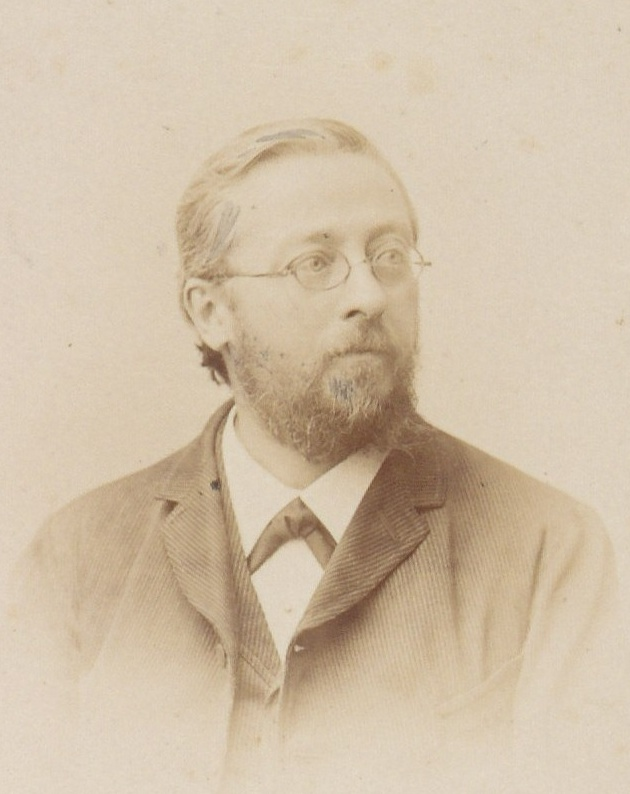
Paul Heinrich von Groth, c. 1898

Paul Heinrich von Groth naît à Magdebourg et étudie à Freiberg, Dresde et Berlin. Après avoir tenu la chaire de minéralogie à l'université de Strasbourg à partir de 1872, il devient conservateur du muséum de Munich en 1883.
Il étudie en détail les cristaux et les roches. Il est éditeur de Zeitschrift für Krystallographie und Mineralogie (Revue de cristallographie et de minéralogie) pendant plusieurs années.

## Œuvres
- Tabellarische Ubersicht der einfachen Minerallen (1874-1898)
- Physikalische Krystallographie (Cristallographie physique) (1876-1895)